# Grupa Azoty Kopalnie i Zakłady Chemiczne Siarki „Siarkopol”
Grupa Azoty Kopalnie i Zakłady Chemiczne Siarki „Siarkopol” S.A. (skrócona nazwa: Grupa Azoty SIARKOPOL; dawniej KiZCHS Siarkopol S.A w Grzybowie) – przedsiębiorstwo z siedzibą w Grzybowie, działające w formie spółki akcyjnej, zajmujące się wydobyciem siarki, jej przetwórstwem i spedycją. Grupa Azoty SIARKOPOL jest jednym z dwóch przedsiębiorstw na świecie, prowadzących kopalniane wydobycie siarki. Spółka jest również właścicielem Hotelu „Gwarek” w centrum Staszowa. Od 21 listopada 2013 r. zakłady w Grzybowie wchodzą w skład Grupy Azoty S.A., która posiada 85% akcji spółki.

## Historia
W 1964 roku uruchomiono kopalnię doświadczalną w Grzybowie. 1 sierpnia 1964 r. dyrektor działających wówczas Kopalni i Zakładów Przetwórczych Siarki „Siarkopol” w Tarnobrzegu utworzył ją jako oddział budowanej odkrywkowej Kopalni „Machów”. Kopalnia doświadczalna w Grzybowie miała przeprowadzić próby wydobycia siarki metodą podziemnego wytopu, tzw. metodą otworową. Technologię wydobycia oparto na metodzie Frascha, dostosowując ją do specyfiki złoża „Grzybów-Gacki”. W dniu 1 czerwca 1966 r. wydobyto tą metodą pierwszą tonę siarki. Instalacje doświadczalne zostały rozbudowane, a niski koszt wydobycia i duża wydajność skłoniły KiZPS w Tarnobrzegu do zastosowania metody otworowej także na złożu Jeziórko-Jamnica.

### Kopalnia Siarki „Grzybów”
15 stycznia 1967 r. decyzją Ministra Przemysłu Chemicznego utworzone zostało odrębne przedsiębiorstwo pod nazwą Przedsiębiorstwo Doświadczalne – Kopalnia Siarki „Grzybów”, którego dyrektorem został Franciszek Nadrowski. Po roku kopalnia przeszła na przemysłową skalę wydobycia. Od 1970 r. kopalnia zrzeszona była w Kombinacie Kopalni i Zakładów Przetwórczych Siarki „Siarkopol” z siedzibą w Tarnobrzegu.

### Kopalnia Siarki „Siarkopol”
Zmiany organizacyjne w Kombinacie spowodowały, że od 1971 r. kopalnia zmieniła nazwę na Kopalnia Siarki „Siarkopol” w Grzybowie i zaczęła podlegać pod dyrektora przedsiębiorstwa wiodącego, jakim zostały Kopalnie i Zakłady Przetwórcze Siarki w Machowie. W 1973 r., po likwidacji Kombinatu, kopalnia w Grzybowie stała się znowu samodzielnym przedsiębiorstwem, ale decyzją Ministra Przemysłu Chemicznego, zgrupowanym wraz z innymi jednostkami przemysłu siarkowego w Wielkiej Organizacji Gospodarczej (WOG) Zjednoczenia Kopalnictwa Surowców Chemicznych w Krakowie. W wyniku reform gospodarczych w 1982 r. zlikwidowano WOG, a w jego miejsce powołano Zrzeszenie, do którego obligatoryjnie należała też kopalnia w Grzybowie. Od 1987 r., kiedy obowiązek przynależności do zrzeszenia minął, kopalnia zaczęła działać samodzielnie.
Od 21 listopada 2013 r. właścicielem 85% akcji spółki jest Grupa Azoty S.A.

## Wydobycie i produkcja
Surowiec wydobywany metodą podziemnego wytopu cechuje się jakością powyżej światowych norm, przewidujących 99,95% czystości. Przedsiębiorstwo produkuje siarkę w postaci płynnej, granulowanej, mielonej i płatkowanej oraz, od 1979 r., dwusiarczek węgla. Spółka posiada własny tabor kolejowy i dostęp do szerokotorowej linii LHS.
Eksploatacja prowadzona była początkowo na złożu „Grzybów-Gacki”, a następnie na złożu „Osiek”.

### Złoże „Grzybów-Gacki”
Od 1982 r., w związku z widocznym wyczerpywaniem się złoża, rozważano budowę kolejnej kopalni. Trwały też prace nad ponowną eksploatacją otworów. W 1985 r. udział reeksploatacji w produkcji siarki przekraczał 50%. Kopalnia w Grzybowie działała do 1996 r. Największe wydobycie, na poziomie 1.471.990 ton siarki, osiągnięto w 1980 r., przekraczając 50% wykorzystania złoża. W okresie ujętym na wykresie wydobycia, czyli od uruchomienia kopalni w 1966 do końca 1991 r., wykorzystano złoże na poziomie 70%.

### Złoże „Osiek”
Począwszy od 1984 r., kiedy zapadła decyzja Prezydium Rządu w tej sprawie, trwały prace nad budową nowej kopalni siarki „Osiek” na złożu w pobliżu miasta Osiek. Kopalnia ta funkcjonuje od 1993 r. Jest to jedna z dwóch kopalni siarki na świecie, prowadząca wydobycie metodą podziemnego wytopu.

## Kalendarium
- lipiec 1964 r. – powołanie tzw. Doświadczalnej Kopalni Siarki w Grzybowie,
- 1 czerwca 1966 r. – wydobycie pierwszej tony siarki metodą podziemnego wytopu,
- 1 stycznia 1967 r. – oficjalnie utworzono samodzielne przedsiębiorstwo – Doświadczalną Kopalnię Siarki „Grzybów” w Grzybowie,
- w 1972 r. – przedsiębiorstwo osiągnęło zdolność wydobywczą 1 mln ton siarki,
- w 1975 r. – rozpoczęto realizację inwestycji zakładającej budowę instalacji do produkcji CS2 (największej na świecie instalacji do produkcji dwusiarczku węgla),
- w 1979 r. – uruchomiono Zakład Produkcji Dwusiarczku Węgla,
- w grudniu 1981 r. – podjęto decyzję o budowie instalacji siarki nierozpuszczalnej w dwusiarczku węgla,
- w 1993 r. – uruchomienie wydobycia siarki w Kopalni „Osiek”,
- 1 maja 1996 r. zakończono eksploatację siarki w Kopalni Siarki w Grzybowie,
- 1 stycznia 2004 r. przedsiębiorstwo stało się jednoosobową spółką Skarbu Państwa,
- 1 czerwca 2004 r. uruchomiono instalację granulacji siarki w Kopalni Siarki „Osiek”,
- 21 listopada 2013 r. – przejęcie 85% akcji spółki przez Grupę Azoty S.A.[16]
- 1 czerwca 2015 r. – uruchomienie nowej instalacji do pastylkowania siarki w Kopalni Siarki „Osiek”

## Badania i rozwój
Grupa Azoty SIARKOPOL specjalizuje się w wydobyciu surowców. Zakłady w Grzybowie produkują produkty pochodzenia siarkowego takie jak: siarka płynna, siarka granulowana, siarka mielona, siarka pastylkowana, dwusiarczek węgla oraz siarka nierozpuszczalna w disiarczku węgla. Spółka jest jednym z niewielu producentów tego ostatniego produktu, wykorzystywanego w przemyśle oponiarskim. W 2012 r. nastąpiło uruchomienie nowej instalacji siarki nierozpuszczalnej, pozwalającej wytwarzać ok. 5000 ton tego produktu rocznie. W lipcu 2015 r. zakłady w Grzybowie uruchomiły instalacje do pastylkowania siarki, pozwalającą wytwarzać siarkę granulowaną. Większość (ok. 70 proc. swojej produkcji) siarki wydobywanej przez zakłady w Grzybowie trafia na eksport.
Od 1994 r. w strukturze spółki funkcjonuje Zakład Usług Kolejowych. Składa się on z dwóch oddziałów: eksploatacji bocznic oraz remontu cystern. Posiada również własny tabor kolejowy w postaci: lokomotywy, cysterny do przewozu siarki płynnej oraz kontenerów i cystern do przewozu dwusiarczku węgla.